# Індійська медаль
Індійська медаль — військова медаль, встановлена 1896 року з метою відзнаки офіцерів і солдат Британських збройних сил та сил Британії в Індії.
Медаллю нагороджувались учасники воєнних дій в Індії у період з 1895 до 1902 року.
Кольори смуг на стрічці чергувались у такому порядку: червоний, зелений, червоний, зелений, червоний. На лицьовому боці медалі зображувався профіль королеви Вікторії, а з 22 січня 1901 року — короля Едуарда VII. На реверсі — мініатюра, що змальовує спільні дії британських та індійських солдат.

## Класи
Існували такі класи нагороди:
- Оборона Чітрала 1895

3 березня — 13 квітня 1895
- Чітрал 1895

7 березня — 15 серпня 1895
- Панджабський прикордонний конфлікт 1897-98

10 червня 1897 — 6 квітня 1898
- Малаканд 1897

26 липня — 2 серпня 1897
- Самана 1897

2 серпня — 2 жовтня 1897
- Тірайська кампанія 1897-98

2 жовтня 1897 — 6 квітня 1898
- Вазиристан 1901-02

23 листопада 1901 — 10 березня 1902

## Вигляд медалі

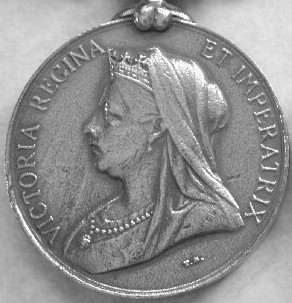
Аверс
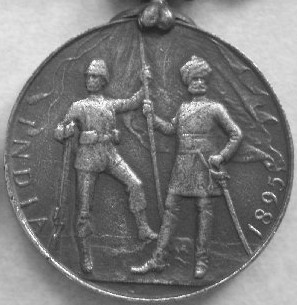
Реверс